# Ga Yên Cư
Ga Yên Cư là một nhà ga xe lửa tại phường Đại Yên thành phố Hạ Long, tỉnh Quảng Ninh. Nhà ga là một điểm của đường sắt Kép - Cái Lân và nối với ga Bàn Cờ với ga Hạ Long.
| Ga trước Bàn Cờ | Đường sắt Việt Nam Đường sắt Kép - Cái Lân | Ga sau Hạ Long |